# Максим Райкович
Максим Райкович е български просветен и обществен деец, духовник, участник в църковно-националното движение и нацонално-освободителните борби, архимандрит.

## Биография
Роден е в Дряново през 1801 година като Минчо Райков Крински. Баща му е земеделец и обущар. Учи в килийни училища в Дряново, Дряновския и Преображенския манастир. Става монах в Преображенския манастир, учител и свещеник в Лясковец. Участва във Велчовата завера от 1835 година. През 1837 – 1844 година е игумен на Петропавловския манастир. Преследван от търновския митрополит Неофит, през 1844 година емигрира в Сърбия. През 1846 година се установява във Влашко – първоначално в Браила, а от 1849 година – в Галац. Там е учител, работи активно за построяване на българско училище и църква.
През 1853 година, по време на Кримската война, се записва като доброволец в руската армия. Награден е с кръст за храброст. Архимандрит Максим Райкович е деец на Добродетелната дружина.
В 1873 година оставя завещание в размер на 1900 австрийски жълтици, което разпределя за училищата в Търново, Дряново, Лясковец и Галац и за „първата българска гимназия или семинария, или друго висше училище, което би се наредило“. Въз основа на разпределението на паричните средства, направено от самия него, при Министерството на народното просвещение се обособяват пет фонда, носещи неговото име.